# Plinth Peak
Der Plinth Peak, gelegentlich Plinth Mountain genannt, ist mit 2.677 m Höhe der höchste Satellitenschlot am Mount-Meager-Massiv in der kanadischen Provinz British Columbia. Seine Schartenhöhe beträgt 947 m. Er gehört zu den vier übereinander gelagerten Vulkanen, die im Garibaldi-Vulkangürtel einen großen komplexen Vulkan bilden. Der Plinth Peak stellt das jüngste vulkanische Objekt im Mount-Meager-Massiv dar. An der Nordflanke des Massivs gelegen, bildet er das Überbleibsel einer inneren Kraterwand, die durch eine laterale Eruption während einer Periode vulkanischer Aktivität vor etwa 2.350 Jahren entstand.